# 玛莎·滕博
玛莎·滕博（英語：Martha Tembo；1998年3月8日—），赞比亚女子足球运动员，司职后卫，目前效力于奇姆肯特和赞比亚国家女子足球队。她曾代表赞比亚参加2020年和2024年夏季奥林匹克运动会女子足球比赛。